# جين منشط للتأشيب
الجين المنشط للتأشيب (بالإنجليزية: Recombination-activating gene)‏ واختصارا (راغ RAG) هو جين يرمّز بروتينات تعمل كوحدات فرعية من معقد بروتيني يلعب دورا مهما في إعادة ترتيب وتأشيب الجينات التي تُرمِّز جزيئات الغلوبولين المناعي ومستقبل الخلية التائية. يوجد جينان منشطان للتأشيب هما: راغ 1 وراغ 2 والتعبير عنهما محصور لدى الخلايا اللمفاوية أثناء مراحل نضوجها. الإنزيمات المرمّزة بواسطة هذين الجينين مهمة جدا في توليد خلايا بائية وتائية ناضجة، وهما نوعان من الخلايا اللمفاوية ومكونان أساسيان في جهاز المناعة التكيفي.

## الوظيفة
يُخصَّص كل جسم مضاد في الجهاز المناعي للفقاريات لمهاجمة مستضد محدد دون الإضرار بجسم المضيف الذاتي. يحتوي جينوم الإنسان على 30 ألف جين على الأكثر ورغم ذلك يقوم بتوليد الملايين من الأجسام المضادة المختلفة التي تسمح له بمجابهة مستضدات متنوعة تقدر بالملايين. يولِّد جهاز المناعة هذا التنوع الكبير في الأجسام المضادة عبر خلط وإعادة ترتيب وتأشيب عدة مئات من الجينات (جينات VDJ) لإنشاء ملايين الترتيبات في عملية تسمى تأشيب V(D)J. راغ 1 وراغ 2 هما بروتينان في نهاية جينات VDJ يقومان بخلط وإعادة ترتيب جينات VDJ. يحدث هذا الخلط والترتيب داخل الخلايا البائية والتائية أثناء نضوجهما.